# Tổ chức Hợp tác Hồi giáo
Tổ chức Hợp tác Hồi giáo, viết tắt theo tiếng Anh là OIC, là một tổ chức quốc tế được thành lập vào năm 1969, gồm 57 quốc gia thành viên. Tổ chức tuyên bố bản thân là "tiếng nói tập thể của thế giới Hồi giáo" và hoạt động nhằm "duy trì và bảo hộ lợi ích của thế giới Hồi giáo trên tinh thần xúc tiến hòa bình và hài hòa quốc tế".
Tổ chức Hợp tác Hồi giáo có phái đoàn thường trực tại Liên Hợp Quốc và Liên minh châu Âu. Các ngôn ngữ của Tổ chức Hợp tác Hồi giáo là tiếng Ả Rập, tiếng Anh và tiếng Pháp.

## Lịch sử và tôn chỉ
Kể từ thế kỷ XIX, một số nhân sĩ Hồi giáo khao khát về một cộng đồng nhằm phục vụ các lợi ích chung của thế giới Hồi giáo về chính trị, kinh tế, và xã hội. Sự kiện Đế quốc Ottoman và thể chế Khalifah sụp đổ sau Chiến tranh thế giới thứ nhất để lại khoảng trống về một thể chế liên Hồi giáo. Thất bại của các quốc gia Hồi giáo trong Chiến tranh Sáu ngày năm 1967 càng xúc tiến nhu cầu này. Các lãnh đạo của các quốc gia Hồi giáo tụ họp tại Rabat, Maroc để thành lập Tổ chức Hội nghị Hồi giáo vào ngày 25 tháng 9 năm 1969.
Trong hiến chương, OIC ghi rằng mục tiêu của mình là bảo tồn các giá trị xã hội và kinh tế Hồi giáo; xúc tiến tình đoàn kết trong các quốc gia thành viên; gia tăng hợp tác trong các lĩnh vực xã hội, kinh tế, văn hóa, khoa học và chính trị; kiên trì hòa bình và an ninh quốc tế; và đề xướng giáo dục, đặc biệt là trong các lĩnh vực khoa học và kỹ thuật.
Huy hiệu của OIC gồm ba yếu tố chủ yếu là Kaaba, Trái Đất và Trăng lưỡi liềm, biểu thị dự liệu và sứ mệnh của tổ chức.
Ngày 5 tháng 8 năm 1990, 45 bộ trưởng ngoại giao của các quốc gia thành viên OIC thông qua Tuyên bố Cairo về Nhân quyền trong Hồi giáo nhằm đóng vai trò như một hướng dẫn cho các quốc gia thành viên trong các sự vụ về nhân quyền tương thích nhiều nhất có thể với Sharia, hay luật Quran.
Liên minh nghị viện các quốc gia thành viên OIC (PUOICM) được thành lập tại Iran vào năm 1999, có trụ sở tại Tehran. Chỉ có các thành viên của OIC mới có quyền làm thành viên của liên minh này.
Trong tháng 6 năm 2008, OIC tiến hành tái xét chính thức hiến chương của mình. Hiến chương được tái xét này có mục đích xúc tiến nhân quyền, các quyền tự do cơ bản, và thiện chính trong toàn bộ các quốc gia thành viên. Bản hiến chương này cũng loại bỏ hoàn toàn đề cập đến Tuyên bố Cairo về Nhân quyền trong Hồi giáo. Trong bản hiến chương này, OIC lựa chọn ủng hộ Tuyên ngôn Quốc tế Nhân quyền và pháp luật quốc tế.
Ngày 28 tháng 6 năm 2011, trong phiên họp thứ 38 của Hội đồng Bộ trưởng Ngoại giao (CFM) tại Astana, Kazakhstan, tổ chức đổi danh xưng từ Tổ chức Hội nghị Hồi giáo sang danh xưng hiện tại. OIC đồng thời cũng đổi biểu trưng.

## Quốc gia thành viên
Tổ chức Hợp tác Hồi giáo có 57 thành viên, 56 trong số đó cũng là quốc gia thành viên của Liên Hợp Quốc. Một số quốc gia, đặc biệt là tại khu vực Tây Phi không có đa số cư dân là người Hồi giáo. Một vài quốc gia có dân số Hồi giáo đáng kể như Nga và Thái Lan có tư cách quốc gia quan sát viên, trong khi Ấn Độ và Ethiopia không phải là thành viên.

### Châu Phi
- Ai Cập
- Algérie
- Bờ Biển Ngà
- Benin
- Burkina Faso
- Cameroon
- Comoros
- Chad
- Djibouti
- Gabon
- Gambia
- Guinea-Bissau
- Guinea
- Libya
- Mali
- Mauritania
- Maroc
- Mozambique
- Niger
- Nigeria
- Sénégal
- Sierra Leone
- Somalia
- Sudan
- Togo
- Tunisia
- Uganda

### Châu Á
- Afghanistan
- Ả Rập Xê Út
- Azerbaijan
- Bahrain
- Bangladesh
- Brunei
- Indonesia
- Iran
- Iraq
- Jordan
- Kazakhstan
- Kuwait
- Kyrgyzstan
- Liban
- Malaysia
- Maldives
- Oman
- Pakistan
- Palestine
- Qatar
- Syria
- Tajikistan
- Thổ Nhĩ Kỳ
- Turkmenistan
- Các Tiểu vương quốc Ả Rập Thống nhất
- Uzbekistan
- Yemen

### Châu Âu
- Albania

### Nam Mỹ
- Guyana
- Suriname

## Lập trường
OIC lập ra Tuyên bố Cairo về Nhân quyền trong Hồi giáo. Những người ủng hộ tuyên bố rằng nó không thay thế mà bổ sung cho Tuyên ngôn Quốc tế Nhân quyền, Điều 24 viết rằng "toàn bộ quyền lợi và tự do trong Tuyên bố này lệ thuộc Shari'ah Hồi giáo" và Điều 25 ghi rằng "Shari'ah Hồi giáo là nguồn tham chiếu duy nhất để giải thích hoặc làm rõ bất kỳ điều khoản nào trong Tuyên bố này." Các nỗ lực để Tuyên ngôn được Hội đồng Nhân quyền Liên Hợp Quốc thông qua vấp phải sự chỉ trích ngày càng tăng, do nó mâu thuẫn với Tuyên ngôn Quốc tế về Nhân quyền, trong đó có chỉ trích từ các tổ chức Hồi giáo tự do. Những người chỉ trích CDHR phát biểu rằng nó là "thủ thuật và đạo đức giả," "có ý đồ nhằm phai nhạt, nếu không phải là loại trừ hoàn toàn, các quyền dân sự và chính trị được luật pháp quốc tế bảo vệ" và các nỗ lực nhằm "phá vỡ các nguyên tắc này [về tự do và bình đẳng]."
Tổ chức Theo dõi Nhân quyền cho rằng OIC "đấu tranh ngoan cường" và thành công trong Hội đồng Nhân quyền Liên Hợp Quốc nhằm bao che cho các quốc gia trước những chỉ trích, ngoại trừ chỉ trích nhằm vào Israel. Chẳng hạn khi các chuyên gia báo cáo về các vi phạm nhân quyền trong Nội chiến Liban 2006, các quốc gia OIC kịch liệt phản đối các chuyên gia cả gan vượt ra ngoài các vi phạm của Israel để thảo luận về vi phạm của Hezbollah. OIC yêu cầu Hội đồng Nhân quyền Liên Hợp Quốc nên làm việc mang tính hợp tác với các chính phủ lạm dụng thay vì chỉ trích họ.
Sau khi một tờ báo Đan Mạch đăng tranh biếm họa Muhammad vào tháng 9 năm 2005, Hội nghị Thượng đỉnh Hồi giáo vào tháng 12 năm 2005 chỉ trích việc phát hành biếm họa, khiến vấn đề được phủ sóng rộng hơn trên truyền thông các quốc gia Hồi giáo. Các cuộc biểu tình bạo lực sau đó khắp thế giới Hồi giáo khiến một số người thiệt mạng.
Tháng 3 năm 2012, Hội đồng Nhân quyền Liên Hợp Quốc tổ chức phiên thảo luận đầu tiên về kỳ thị dựa trên thiên hướng tình dục và bản sắc giới tính. Đại biểu của Pakistan phát biểu trước phiên họp nhân danh Tổ chức Hợp tác Hồi giáo, kịch liệt phản đối cuộc thảo luận và đặt vấn đề khái niệm thiên hướng tình dục mà ông cho rằng được sử dụng để xúc tiến "hành vi dâm loạn ... chống lại giáo lý cơ bản của các tôn giáo khác nhau, trong đó có Hồi giáo". Hầu hết các quốc gia Ả Rập và một số quốc gia châu Phi sau đó rời khỏi phiên họp. Tuy vậy, các thành viên OIC là Albania, Gabon, Guinea-Bissau, và Sierra Leone đã ký kết một Tuyên bố của Liên Hợp Quốc ủng hộ các quyền lợi của người LGBT tại Đại hội đồng.
Năm 1999, OIC thông qua Công ước OIC về Chiến đấu với chủ nghĩa khủng bố quốc tế. Điều 1 của Công ước này mô tả "bất kỳ hành động hoặc đe dọa bạo lực được tiến hành bằng vũ khí, hoặc cùng các phương tiện khác, đe dọa nhân phẩm, chiếm cứ hay chiếm đoạt tài sản công hoặc tư, hay đe dọa tính ổn định, toàn vẹn lãnh thổ, thống nhất chính trị hoặc chủ quyền của một quốc gia." Tổ chức Theo dõi Nhân quyền cho rằng định nghĩa này là mơ hồ, có nhiều điều nằm ngoài quan niệm được chấp thuận phổ biến về khái niệm khủng bố. Tổ chức Theo dõi Nhân quyền cho rằng nó gán cho, có thể được sử dụng để gán nhãn khủng bố cho các hành động biểu thị, liên hiệp hoặc hội họp hòa bình. Trong một hội nghị tại Malaysia vào tháng 4 năm 2002, các đại biểu thất bại trong việc đạt được một định nghĩa về chủ nghĩa khủng bố, song họ bác bỏ cuộc chiến đấu của người Palestine với Israel là khủng bố, chỉ trích Israel là khủng bố nhà nước. Trong hội nghị bộ trưởng ngoại giao Hồi giáo thứ 34 34th Islamic Conference of Foreign Ministers (ICFM) vào tháng 5 năm 2007, các đại biểu xác định ám ảnh lo sợ Hồi giáo là "dạng tệ nhất của chủ nghĩa khủng bố".
OIC chỉ trích Thái Lan về lạm dụng nhân quyền tại các tỉnh Pattani, Yala, và Narathiwat có đa số cư dân là người Hồi giáo. Ngày 18 tháng 10 năm 2005, Tổng thư ký Ihsanoglu lên tiếng quan ngại về xung đột tiếp diễn tại miền Nam Thái Lan "cướp đi sinh mạng của người dân vô tội và buộc cư dân địa phương phải di cư khỏi quê hương của họ". Ấn Độ chỉ trích OIC do tổ chức đề cập các bộ phận của Kashmir là "Ấn Độ chiếm cứ".
Mặc dù Ấn Độ có khoảng 12% cư dân Hồi giáo toàn cầu, song quốc gia này bị Pakistan ngăn cản gia nhập OIC.
Hội nghị hượng đỉnh năm 2014 của OIC tại New York kết thúc mà không thông qua được bất kỳ nghị quyết hay kết luận nào, nguyên nhân là Ai Cập, Iran và Các Tiểu vương quốc Ả Rập Thống nhất yêu cầu loại bỏ thuật ngữ "Quốc gia Síp Thổ Nhĩ Kỳ" khi ám chỉ đến Cộng hòa Thổ Nhĩ Kỳ Bắc Síp có vị thế quan sát viên trong tổ chức.

## Cấu trúc
Hội nghị thượng đỉnh Hồi giáo có sự hiện diện của các quốc vương và nguyên thủ quốc gia và chính phủ của các quốc gia thành viên, được nhóm họp mỗi ba năm. Hội nghị thượng đỉnh Hồi giáo ra quyết định chính sách và chỉ đạo về toàn bộ các vấn đề liên quan đến thực hiện các mục tiêu quy định tại Hiến chương và đánh giá các vấn đề khác liên quan đến các quốc gia thành viên và cộng đồng.
Hội nghị Ngoại trưởng Hồi giáo được tổ chức mỗi năm một lần để kiểm tra một báo cáo tiến triển về thi hành các quyết định của tổ chức trong khuôn khổ chính sách được Hội nghị thượng đỉnh Hồi giáo xác định.
Tổng thư ký được Hội đồng Ngoại trưởng bầu ra, có nhiệm kỳ 5 năm, được tái cử một lần. Tổng thư ký được bầu từ công dân của các quốc gia thành viên theo nguyên tắc phân bổ công bằng về địa lý, luân phiên và cơ hội bình đẳng cho toàn bộ các quốc gia thành viên có quan tâm đến năng lực, tính chính trực và kinh nghiệm.
Ban Thư ký thường trực là một cơ quan chấp hành của Tổ chức, được ủy thác thực thi các quyết định của hai thể chế trên, đặt tại Jeddah, Ả Rập Xê Út.
Cơ quan phụ trợ

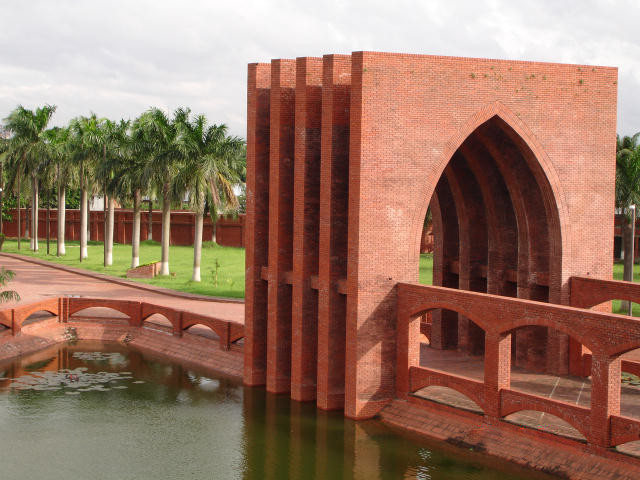
Đại học Kỹ thuật Hồi giáo do OIC thành lập tại Bangladesh

- Trung tâm Thống kê, Nghiên cứu và Đào tạo Kinh tế-Xã hội các Quốc gia Hồi giáo (SESRIC) tại Ankara, Thổ Nhĩ Kỳ.
- Trung tâm Nghiên cứu Lịch sử, Nghệ thuật và Văn hóa Hồi giáo (IRCICA), tại Istanbul, Thổ Nhĩ Kỳ.
- Đại học Kỹ thuật Hồi giáo, tại Dhaka, Bangladesh.
- Trung tâm Hồi giáo về Phát triển Mậu dịch, tại Casablanca, Maroc.
- Viện hàn lâm Fiqh Hồi giáo Quốc tế, tại Jeddah, Ả Rập Xê Út.
- Ban Chấp hành Quỹ Đoàn kết Hồi giáo và Waqf của nó, tại Jeddah, Ả Rập Xê Út.
- Đại học Hồi giáo tại Niger, tại Say, Niger.
- Đại học Hồi giáo tại Uganda, tại Mbale, Uganda.
- Cơ quan Giáo dục, Khoa học và Văn hóa Hồi giáo (ISESCO), tại Rabat, Maroc.
- Tổ chức Phát thanh-Truyền hình các Quốc gia Hồi giáo (ISBO) và Thông tấn xã Hồi giáo Quốc tế (IINA), tại Jeddah, Ả Rập Xê Út

Cơ quan liên kết
- Phòng Công thương Hồi giáo (ICCI), tại Karachi, Pakistan.
- Diễn đàn Kinh tế Hồi giáo Thế giới (WIEF), tại Kuala Lumpur, Malaysia.
- Tổ chức các Thủ đô và Thành phố Hồi giáo (OICC), tại Jeddah, Ả Rập Xê Út.
- Liên đoàn thể thao của Đại hội Thể thao Đoàn kết Hồi giáo, tại Riyadh, Ả Rập Xê Út.
- Hội đồng Hồi giáo về Trăng lưỡi liềm Quốc tế (ICIC), tại Benghazi, Libya.
- Hiệp hội chủ tàu Hồi giáo (ISA), tại Jeddah, Ả Rập Xê Út.
- Liên đoàn Thế giới các trường Ả Rập-Hồi giáo Quốc tế, tại Jeddah, Ả Rập Xê Út.
- Hiệp hội Quốc tế các Ngân hàng Hồi giáo, tại Jeddah, Ả Rập Xê Út.
- Hội nghị Diễn đàn Thanh niên Hồi giáo về Đối thoại và Hợp tác (ICYF-DC), tại Istanbul, Thổ Nhĩ Kỳ.
- Đại hội đồng các Ngân hàng và Thể chế Tài chính Hồi giáo (CIBAFI), tại Manama, Bahrain.
- Viện Tiêu chuẩn và Đo lường các Quốc gia Hồi giáo (SMIIC), tại Istanbul, Thổ Nhĩ Kỳ.[32]

## Tổng thư ký
| Số | Tên                      | Quốc gia    | Tựu nhiệm | Xuất nhiệm |
| -- | ------------------------ | ----------- | --------- | ---------- |
| 1  | Tunku Abdul Rahman       | Malaysia    | 1970      | 1974       |
| 2  | Hassan Al-Touhami        | Ai Cập      | 1974      | 1975       |
| 3  | Amadou Karim Gaye        | Sénégal     | 1975      | 1979       |
| 4  | Habib Chatty             | Tunisia     | 1979      | 1984       |
| 5  | Syed Sharifuddin Pirzada | Pakistan    | 1984      | 1988       |
| 6  | Hamid Algabid            | Niger       | 1988      | 1996       |
| 7  | Azeddine Laraki          | Maroc       | 1996      | 2000       |
| 8  | Abdelouahed Belkeziz     | Maroc       | 2000      | 2004       |
| 9  | Ekmeleddin İhsanoğlu     | Thổ Nhĩ Kỳ  | 2004      | 2014       |
| 10 | Iyad bin Amin Madani     | Ả Rập Xê Út | 2014      |            |

## Hội nghị Thượng đỉnh Hồi giáo
| Số               | Ngày                    | Quốc gia    | Địa điểm         |
| ---------------- | ----------------------- | ----------- | ---------------- |
| 1s               | 22–25 tháng 9 năm 1969  | Maroc       | Rabat            |
| 2                | 22–24 tháng 2 năm 1974  | Pakistan    | Lahore           |
| 3                | 25–29 tháng 1 năm 1981  | Ả Rập Xê Út | Mecca và Ta’if   |
| 4                | 16–19 tháng 1 năm 1984  | Maroc       | Casablanca       |
| 5                | 26–29 tháng 1 năm 1987  | Kuwait      | Thành phố Kuwait |
| 6                | 9–11 tháng 12 năm 1991  | Sénégal     | Dakar            |
| 7                | 13–15 tháng 12 năm 1994 | Maroc       | Casablanca       |
| Bất thường thứ 1 | 23–24 tháng 3 năm 1997  | Pakistan    | Islamabad        |
| 8                | 9–11 tháng 12 năm 1997  | Iran        | Tehran           |
| 9                | 12–13 tháng 11 năm 2000 | Qatar       | Doha             |
| Bất thường thứ 2 | 4–5 tháng 3 năm 2003    | Qatar       | Doha             |
| 10               | 16–17 tháng 10 năm 2003 | Malaysia    | Putrajaya        |
| Bất thường thứ 3 | 7–8 tháng 12 năm 2005   | Ả Rập Xê Út | Mecca            |
| 11               | 13–14 tháng 3 năm 2008  | Sénégal     | Dakar            |
| Bất thường thứ 4 | 14–15 tháng 8 năm 2012  | Ả Rập Xê Út | Mecca            |
| 12               | 6–7 tháng 2 năm 2013    | Ai Cập      | Cairo            |
| Bất thường thứ 5 | 6–7 tháng 3 năm 2016    | Indonesia   | Jakarta          |
| 13               | 14–15 tháng 4 năm 2016  | Thổ Nhĩ Kỳ  | Istanbul         |